# Phasmotaenia
Phasmotaenia é um género de bicho-pau pertencente à família Phasmatidae.
As espécies deste género podem ser encontradas no sudeste da Ásia.
Espécies:
- Phasmotaenia australe Günther, 1933
- Phasmotaenia bukaense Hennemann & Conle, 2009
- Phasmotaenia godeffroyi (Redtenbacher, 1908)
- Phasmotaenia guentheri Hennemann & Conle, 2009
- Phasmotaenia inermis (Redtenbacher, 1908)
- Phasmotaenia laeviceps (Hennemann & Conle, 2006)
- Phasmotaenia lanyuhensis Huang & Brock, 2001
- Phasmotaenia salomonense Hennemann & Conle, 2009
- Phasmotaenia sanchezi (Bolívar, 1897)
- Phasmotaenia spinosa Cliquennois & Brock, 2004
- Phasmotaenia spinosa Hennemann & Conle, 2009
- Phasmotaenia virgea Hennemann & Conle, 2009